# Gone (canción de Switchfoot)
«Gone» es el tercer sencillo de la banda estadounidense de rock alternativo Switchfoot desprendido de su cuarto álbum The Beautiful Letdown.
A pesar de no ser lanzado como sencillo oficial para radio convencional, la canción tuvo buena aceptación en las radios de música cristiana debido a sus referencias de base cristianas, aunque no eran manifiestas.
Fue un hit Nº 1 en la radio cristiana CHR.
La canción apareció en una escena del DVD Invisible Children.

## Posición
| Lista (2004)                     | Mejor posición |
| -------------------------------- | -------------- |
| Estados Unidos (Christian Songs) | 27             |